# Waganowice (gromada)
Waganowice – dawna gromada, czyli najmniejsza jednostka podziału terytorialnego Polskiej Rzeczypospolitej Ludowej w latach 1954–1972.
Gromady, z gromadzkimi radami narodowymi (GRN) jako organami władzy najniższego stopnia na wsi, funkcjonowały od reformy reorganizującej administrację wiejską przeprowadzonej jesienią 1954 do momentu ich zniesienia z dniem 1 stycznia 1973, tym samym wypierając organizację gminną w latach 1954–1972.
Gromadę Waganowice z siedzibą GRN w Waganowicach utworzono – jako jedną z 8759 gromad na obszarze Polski – w powiecie miechowskim w woj. krakowskim, na mocy uchwały nr 24/IV/54 WRN w Krakowie z dnia 6 października 1954. W skład jednostki weszły obszary dotychczasowych gromad Czechy, Waganowice i Kępa ze zniesionej gminy Niedźwiedź oraz przysiółek Budziejowice i miejscowość Błojce z dotychczasowej gromady Wierzbica ze zniesionej gminy Łętkowice w tymże powiecie. Dla gromady ustalono 12 członków gromadzkiej rady narodowej.
1 stycznia 1956 gromadę przyłączono do powiatu proszowickiego.
Gromadę zniesiono 31 grudnia 1959, a jej obszar włączono do gromad: Łętkowice w powiecie proszowickim (wieś Budziejowice) i Niedźwiedź w powiecie miechowskim (wsie Czechy, Kępa i Waganowice).